# Гельдыев, Аит Кули
Аит Кули (Аиткули) Гельдыев (1911—1941) — советский государственный деятель, депутат Верховного Совета СССР первого созыва (1937).
Родился в 1911 году. Член ВКП(б) с 1931 года.
С 1930 г. на комсомольской и профсоюзной работе.
С 1937 года нарком просвещения и заместитель председателя СНК Туркменской ССР. В том же году избран депутатом Верховного Совета СССР первого созыва.
Добровольно ушёл на фронт в первые дни войны, комиссар первого батальона 36 отдельной штурмовой курсантской стрелковой бригады. Погиб при защите Москвы. В начале декабря 1941 года, находясь в передовых рядах атакующих, заменив убитого командира, воодушевил бойцов, залегших под ураганным огнём, и повёл их в атаку.